# Juweelzweefvlieg
De juweelzweefvlieg (Caliprobola speciosa) is een vliegensoort uit de familie van de zweefvliegen (Syrphidae). De wetenschappelijke naam van de soort is voor het eerst geldig gepubliceerd in 1790 door Rossi.